# Allodola (araldica)
In araldica l'allodola può comparire sia ferma che volante ed è spesso raffigurata con lo sguardo rivolto al sole.
È considerata simbolo di fedeltà alla Patria e di pietà verso gli sventurati.
Il nome deriva dalla convinzione popolare che tale uccello fosse solito alzarsi in volo sette volte al giorno per cantare le lodi del Signore; il nome deriverebbe quindi da à laude, alauda.
Il nome è rimasto famoso anche perché fu assegnato da Cesare alla Legio V Alauda (Allodola), costituita nel 52 a.C. e distrutta nella rivolta batava del 70.

Di rosso, all'allodola d'oro, con la zampa destra sollevata, sostenuta da una campagna convessa d'argento (Leivonmäki, Finlandia)
Due allodole affrontate d'oro (Saint-Jodard, Francia)
Allodola sorante d'oro (Labarde, Francia[4])
Tre allodole (Foëcy, Francia)
Tre allodole (Ropaži, Lettonia)